# Bahnhof Wiesbaden Ost
Der Bahnhof Wiesbaden Ost ist ein Bahnhof in der hessischen Landeshauptstadt Wiesbaden. Er liegt an der Taunus-Eisenbahn. Planmäßig halten hier S-Bahnen der Linien S1, S8 und S9 der S-Bahn Rhein-Main sowie einzelne Regionalbahnen.

## Geschichte

Rhein und Eisenbahn um den Bahnhof um 1850

### Bezeichnung
Ursprünglich war der Name des Bahnhofs Biebrich Curve, ab 1905: Biebrich Kurve. Zum 1. Mai 1907 wurde er in Biebrich Ost umbenannt. Nach der Eingemeindung von Biebrich nach Wiesbaden wurde der Name zum 1. März 1927 in Wiesbaden-Biebrich Ost geändert, 1934 dann aber „Biebrich“ gestrichen und nur noch „Ost“ im Namen der Station beibehalten. Auch war die Bezeichnung Wiesbaden Süd durch den Stückgutbahnhof von Wiesbaden belegt – daher der Name des Bahnhofs Wiesbaden Ost, obwohl er im Süden von Wiesbaden liegt.

### Entwicklung
Der Bahnhof wurde am 19. Mai 1840 eröffnet, als der letzte Abschnitt der Taunus-Eisenbahn von Kastel nach Wiesbaden in Betrieb ging. Zum 3. August 1840 wurde die Bahnstrecke Curve–Biebrich, zum 18. September 1862 die Verbindungskurve zur rechten Rheinstrecke in Betrieb genommen. Im Vorfeld der Eröffnung des neuen Hauptbahnhofes in Wiesbaden 1906 mussten auch die Zufahrten und Anschlussstrecken dorthin neu gebaut werden. Das hatte zur Folge, dass drei kurze, neue Strecken von Wiesbaden Ost aus in Betrieb genommen wurden:
- Bahnhof Kurve–Wiesbaden Süd (Eilgutbahnhof südlich des neuen Hauptbahnhofes),
- Bahnhof Kurve–Erbenheim (Anschluss an die Ländchesbahn) und
- Bahnhof Kurve–Bahnhof Waldstraße(–Güterbahnhof Wiesbaden West, Rechte Rheinstrecke und Aartalbahn).
- Weiter ging zum 4. November 1906 ein 2,38 km langes Anschlussgleis vom Bahnhof Kurve zum Schlachthof Wiesbaden in Betrieb.[8]

Der östlich gelegene Bahnsteig wurde bis 1955 als Haltestelle der von Mainz und Wiesbaden gemeinsam betriebenen Straßenbahnlinie 6 genutzt.
Wiesbaden Ost hatte früher einen eigenen Güterbahnhof und war ein Knotenbahnhof im Güterverkehr. Es gab einen Ablaufberg, aber die Gleisplangestaltung war ungünstig.
Neue Bedeutung erlangte der Bahnhof als Rangierfläche für die Züge der Hessischen Landesbahn, die seit dem 9. Dezember 2018 weitere drei Regionalbahnlinien im Rhein-Main-Verkehrsverbund betreibt. Für die Wartung dieser Züge wurde am 30. November 2018 auf dem Gelände des gegenüber liegenden Industrieparks Kalle-Albert eine neue Halle in Betrieb genommen; zusätzlich wurde die erforderliche Oberleitung errichtet. Die Halle ist wegen der Gleisanbindung nur über das Areal des Bahnhofs erreichbar; aus bzw. in Richtung Wiesbaden ist zudem ein Fahrtrichtungswechsel erforderlich.
Seit dem Fahrplanwechsel 2018/2019 am 9. Dezember 2018 hält montags bis freitags ein Zugpaar der zwischen Mainz und Idar-Oberstein verkehrenden Regionalbahn-Linie RB33 in Wiesbaden Ost, welches direkt ohne den Umweg über den Mainzer Hauptbahnhof zwischen Wiesbaden Hbf und Budenheim und anschließend weiter nach Bad Kreuznach/Idar-Oberstein verkehrt.
Im Zuge der Sperrung der Salzbachtalbrücke im Jahr 2021 und der Einstellung des Zugbetriebs am Wiesbadener Hauptbahnhof endeten die Linie S1 und S8 am Ostbahnhof. Durch das enorm gestiegene Passagieraufkommen wurden kurzfristig seitens der Stadt Wiesbaden verkehrliche Maßnahmen ergriffen, um den Schienenersatzverkehr sowie den Taxiverkehr zu ordnen. Auch sanierte die Deutsche Bahn die Unterführung des Bahnhofs. Des Weiteren wurde der Bahnhof im Frühjahr 2022 weitergehend modernisiert. Es wurde die alte Beleuchtung durch LED-Technik ausgetauscht sowie die Unterführung durch Kunstinstallationen weiter aufgewertet.

## Empfangsgebäude
Das erste Empfangsgebäude wurde nach einem Entwurf von Ignaz Opfermann errichtet, ist nicht erhalten und wurde 1906 durch ein neobarockes Empfangsgebäude aus rotem Buntsandstein ersetzt. Es steht westlich der Gleise, hat einen etwa kreuzförmigen Grundriss und ist reich gegliedert: Der giebelständige Mitteltrakt zur Straße hat einen polygonalen Vorbau, nach Süden ziert Fachwerk den Giebel und nach Norden ist ein Eckturm mit Kuppeldach angebaut. Das Gebäude wird heute privat genutzt. Es ist ein Kulturdenkmal aufgrund des Hessischen Denkmalschutzgesetzes.

## Strecken
| \| \| \| Aartalbahn von Bad Schwalbach \| \| \| \| \| Wiesbaden Hbf \| \| \| \| \| \| \| \| \| \| Wiesbaden Wäschbach Nord (Abzw) Ländchesbahn, Verbindung zur SFS \| \| \| \| \| \| \| \| \| \| Rechte Rheinstrecke nach Koblenz \| \| \| \| \| ehem. Verbindung von Ländchesbahn \| \| \| \| \| Rechte Rheinstrecke von Koblenz \| \| \| \| \| Wiesbaden Ost \| \| \| \| \| Verbindungskurve Igelstein (geplant) \| \| \| \| \| Kaiserbrücke, Strecke nach Mainz \| \| \| \| \| Rhein, Mainmündung \| \| \| \| \| Kostheimer Main-Brücke, Strecke nach Bischofsheim \| \| \| \| \| Taunus-Eisenbahn nach Frankfurt \| \| |  |                                                                  |                                                                  |
| Strecke |  | Aartalbahn von Bad Schwalbach                                    | Aartalbahn von Bad Schwalbach                                    |
| Strecke · Kopfbahnhof Streckenanfang |  | Wiesbaden Hbf                                                    | Wiesbaden Hbf                                                    |
| |  |                                                                  |                                                                  |
| Abzweig geradeaus und ehemals nach links · Abzweig geradeaus, nach links und ehemals nach rechts |  | Wiesbaden Wäschbach Nord (Abzw) Ländchesbahn, Verbindung zur SFS | Wiesbaden Wäschbach Nord (Abzw) Ländchesbahn, Verbindung zur SFS |
| |  |                                                                  |                                                                  |
| Abzweig quer und von rechts · Kreuzung geradeaus oben · Abzweig geradeaus und nach rechts |  | Rechte Rheinstrecke nach Koblenz                                 | Rechte Rheinstrecke nach Koblenz                                 |
| Strecke · Abzweig geradeaus und ehemals von links · Kreuzung geradeaus unten (Querstrecke außer Betrieb) |  | ehem. Verbindung von Ländchesbahn                                | ehem. Verbindung von Ländchesbahn                                |
| Strecke nach links · Abzweig geradeaus, von links und von rechts · Strecke nach rechts |  | Rechte Rheinstrecke von Koblenz                                  | Rechte Rheinstrecke von Koblenz                                  |
| Bahnhof |  | Wiesbaden Ost                                                    | Wiesbaden Ost                                                    |
| Abzweig geradeaus und nach links · Strecke von rechts |  | Verbindungskurve Igelstein (geplant)                             | Verbindungskurve Igelstein (geplant)                             |
| Strecke unter Wasserlauf Anfang Hochstrecke, Ende Hochstrecke und quer · Kreuzung geradeaus unten · Abzweig ehemals geradeaus, nach rechts und von rechts |  | Kaiserbrücke, Strecke nach Mainz                                 | Kaiserbrücke, Strecke nach Mainz                                 |
| Strecke · Strecke |  | Rhein, Mainmündung                                               | Rhein, Mainmündung                                               |
| Strecke unter Wasserlauf Anfang Hochstrecke, Ende Hochstrecke und quer · Kreuzung geradeaus unten und rechts · Strecke nach rechts |  | Kostheimer Main-Brücke, Strecke nach Bischofsheim                | Kostheimer Main-Brücke, Strecke nach Bischofsheim                |
| Strecke |  | Taunus-Eisenbahn nach Frankfurt                                  | Taunus-Eisenbahn nach Frankfurt                                  |

### Anschlussstrecke Biebrich
Am 3. August 1840 wurde die 1,5 Kilometer lange Nebenstrecke nach Biebrich eröffnet. 

### Verbindungskurve Igelstein
Am 18. September 1862 wurde eine Verbindungskurve zur Nassauischen Rheinbahn der Nassauischen Rhein- und Lahn-Eisenbahn-Gesellschaft (heute: Rechte Rheinstrecke) in Betrieb genommen. Die Nassauische Rheinbahn führte seit 1856 rheinabwärts in den Rheingau und später weiter nach Oberlahnstein, Bad Ems und Koblenz. Diese Verbindungskurve weist heute eine sehr hohe Dichte von Güterzügen auf. Diese durchfahren Wiesbaden Ost am westlichen Rand abseits der Bahnsteige und treffen im südlichen Bereich auf die Gleise der Taunus-Eisenbahn in Richtung Mainz-Kastel.
Der Abschnitt zwischen Wiesbaden Ost und dem Abzweig Kostheim zur Umgehungsbahn Mainz zeichnete sich durch eine chronische Überlastung aus, da sich hier der Güterverkehr, die S-Bahn-Linien S1 und S9 sowie die RMV-Linien 9 und 10 nach Frankfurt Hbf die beiden Gleise teilen. Um diesen Engpass zu beseitigen, sollen im Rahmen des Sofortprogramms Seehafenhinterlandverkehr zum einen parallele Fahrmöglichkeiten für den Schienengüterverkehr durch längere Durchrutschwege entstehen, zum anderen eine Verbindungskurve zur Umgehungsbahn Mainz gebaut werden. Laut Ausschreibung ist eine eingleisige, 1200 Meter lange Verbindung geplant, inklusive zweier Rahmenbauwerke. Mit dieser Kurve wird es möglich werden, die Güterzüge aus dem Kerngebiet von Mainz-Kastel herauszuhalten und den Güter- und Personenverkehr zu entflechten. Auch wenn aus Kapazitätsgründen – sowohl der Verbindungskurve als auch der Umgehungsbahn – nicht davon ausgegangen werden kann, dass eine vollständige Verlagerung des Güterverkehrs möglich sein wird, so ist zumindest aber eine merkliche Verminderung des bisherigen Konfliktpotenzials zwischen Güter- und Personenverkehr zu erwarten. Lediglich die S-Bahn-Linie S9 muss sich auch in Zukunft im Bereich zwischen der Abzweigstelle Kostheim und dem Bahnhof Mainz-Bischofsheim die Kostheimer Brücke mit den Güterzügen teilen.
Anfang 2011 wurde damit begonnen, den Boden im Bereich der Abzweigung zur Kaiserbrücke zu dekontaminieren. Auf diesem ca. fußballfeldgroßen Areal befand sich früher ein Gaswerk, in dem Leuchtgas produziert wurde. Zu den primären Maßnahmen gehört der Austausch und die Entsorgung des mit polyzyklischen chlorierten Kohlenwasserstoffen verseuchten Bodens. Die Arbeiten hierzu wurden bis zum Spätsommer weitgehend abgeschlossen. Die Sanierung des Grundwassers wird jedoch mehrere Jahre in Anspruch nehmen. Nach Abschluss aller Arbeiten soll das Gebiet begrünt werden und als ökologische Ausgleichsfläche für die Igelstein-Kurve dienen.
Als weitere vorbereitende Maßnahme wurde im Oktober 2011 eine Weiche installiert, auf der die Güterzüge in Zukunft zu der Verbindungskurve gelangen sollen. Der Bau der eigentlichen Kurve ist jedoch auf unbestimmte Zeit verschoben. Zwar besitzt die Bahn rechtsgültige Planfeststellungsbeschlüsse. Wann sie diese jedoch in Anspruch nimmt, ist unklar. Im November 2023 beantragten die Fraktionen von Bündnis 90/Die Grünen, SPD, Linke und Volt der Wiesbadener Stadtverordnetenversammlung, dass die Stadtverwaltung bei der Deutschen Bahn auf den Bau der Verbindungskurve hinwirkt.

## Bedienung

### Bahn

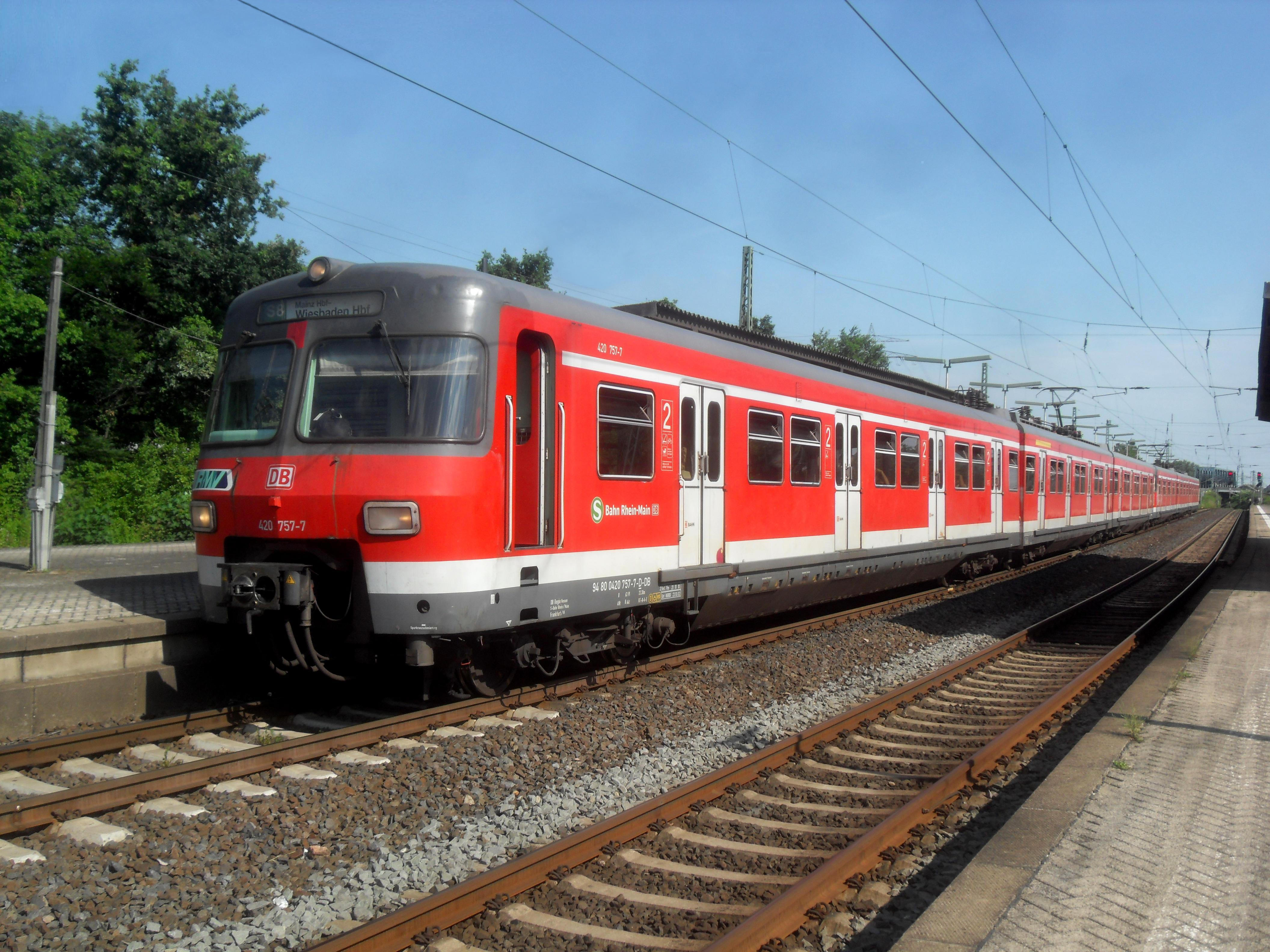
Triebwagen der Baureihe 420 im Bahnhof Wiesbaden Ost als Linie S8 der S-Bahn Rhein-Main auf dem Weg nach Wiesbaden Hbf

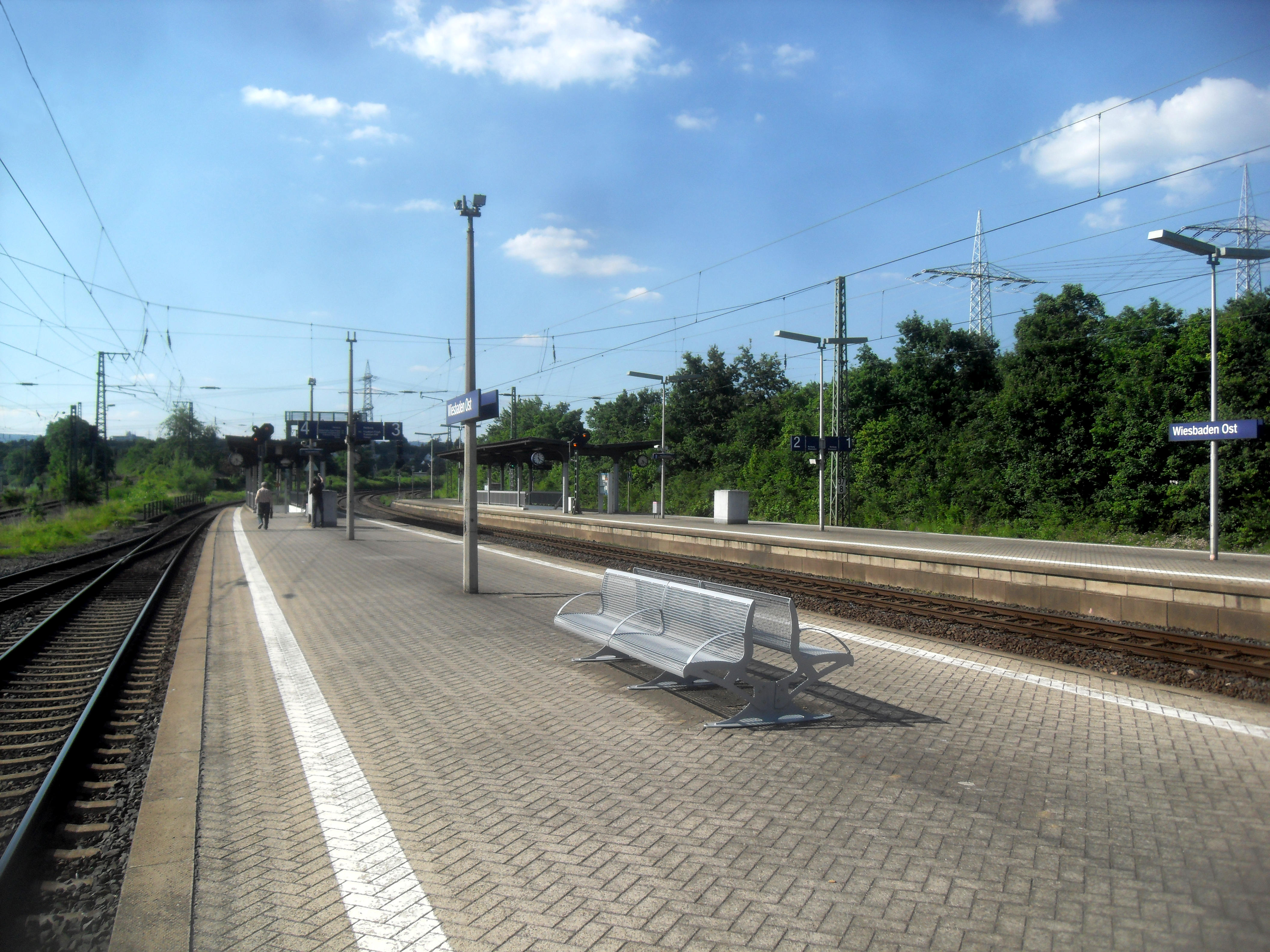
Die Bahnsteiganlagen des Bahnhofs Wiesbaden Ost

Der Bahnhof Wiesbaden Ost gehört der Preisklasse 4 an. Er dient fast ausschließlich als S-Bahn-Systemhalt für die S-Bahn-Linien S1, S8 und S9 des Rhein-Main-Verkehrsverbundes (RMV).
| Linie | Verlauf | Takt          |
| ----- | --- | ------------- |
| S1    | Wiesbaden Hbf – Wiesbaden Ost – Mainz-Kastel – Hochheim (Main) – Flörsheim (Main) – Eddersheim – Hattersheim (Main) – Frankfurt-Sindlingen – Frankfurt-Höchst Farbwerke – Frankfurt-Höchst – Frankfurt-Nied – Frankfurt-Griesheim – Frankfurt (Main) Hbf tief – Frankfurt (Main) Taunusanlage – Frankfurt (Main) Hauptwache – Frankfurt (Main) Konstablerwache – Frankfurt (Main) Ostendstraße – Frankfurt (Main) Mühlberg – Offenbach-Kaiserlei – Offenbach Ledermuseum – Offenbach Marktplatz – Offenbach (Main) Ost – Offenbach-Bieber – Offenbach-Waldhof – Obertshausen – Rodgau-Weiskirchen – Rodgau-Hainhausen – Rodgau-Jügesheim – Rodgau-Dudenhofen – Rodgau-Nieder-Roden – Rodgau-Rollwald – Rödermark-Ober Roden                  | 30 min        |
| S8    | Wiesbaden Hbf – Wiesbaden Ost – Mainz Nord – Mainz Hbf – Mainz Römisches Theater – Mainz-Gustavsburg – Mainz-Bischofsheim – Rüsselsheim Opelwerk – Rüsselsheim – Raunheim – Kelsterbach – Frankfurt am Main Flughafen Regionalbahnhof – Frankfurt (Main) Gateway Gardens – Frankfurt am Main Stadion – Frankfurt-Niederrad – (Frankfurt (Main) Hbf /) (nur HVZ) Frankfurt (Main) Hbf tief – Frankfurt (Main) Taunusanlage – Frankfurt (Main) Hauptwache – Frankfurt (Main) Konstablerwache – Frankfurt (Main) Ostendstraße – Frankfurt (Main) Mühlberg – Offenbach-Kaiserlei – Offenbach Ledermuseum – Offenbach Marktplatz – Offenbach (Main) Ost (– Mühlheim (Main) – Mühlheim (Main) Dietesheim – Steinheim (Main) – Hanau Hbf) (nur HVZ) | 30 min        |
| S9    | Wiesbaden Hbf – Wiesbaden Ost – Mainz-Kastel – Mainz-Bischofsheim – Rüsselsheim Opelwerk – Rüsselsheim – Raunheim – Kelsterbach – Frankfurt am Main Flughafen Regionalbahnhof – Frankfurt (Main) Gateway Gardens – Frankfurt am Main Stadion – Frankfurt-Niederrad – Frankfurt (Main) Hbf tief – Frankfurt (Main) Taunusanlage – Frankfurt (Main) Hauptwache – Frankfurt (Main) Konstablerwache – Frankfurt (Main) Ostendstraße – Frankfurt (Main) Mühlberg – Offenbach-Kaiserlei – Offenbach Ledermuseum – Offenbach Marktplatz – Offenbach (Main) Ost – Mühlheim (Main) – Mühlheim (Main) Dietesheim – Steinheim (Main) – Hanau Hbf | 30 min        |
| RB 33 | Nahetalbahn Wiesbaden Hbf – Wiesbaden Ost – (Mainz Hbf –) Ingelheim – Bad Kreuznach (– Idar-Oberstein) | einzelne Züge |

### Bus
Der Ostbahnhof ist im Öffentlichen Personennahverkehr (ÖPNV) auf der Straße über folgende Linien der ESWE und MVG zu erreichen: 6, 33 und 39.